# Dürrröhrsdorf-Dittersbach
Dürrröhrsdorf-Dittersbach – miejscowość i gmina w Niemczech, w kraju związkowym Saksonia, w okręgu administracyjnym Drezno, w powiecie Sächsische Schweiz-Osterzgebirge.

## Współpraca
Miejscowość partnerska:
- Frickingen, Badenia-Wirtembergia